# Badumna blochmanni
Badumna blochmanni är en spindelart som först beskrevs av Embrik Strand 1907.  Badumna blochmanni ingår i släktet Badumna och familjen Desidae.
Artens utbredningsområde är New South Wales. Inga underarter finns listade.